# 崔玄亮
崔 玄亮（さい げんりよう、768年 - 833年）は、唐代の官僚。字は晦叔。本貫は磁州昭義県。

## 経歴
貞元11年（795年）、進士に及第した。節度使の従事を歴任した。その性格は雅やかで飾り気がなく、道術を好み、競争を嫌い、長らく江湖を遊歴していた。元和初年、玄亮は知己の推薦により入朝した。監察御史となり、侍御史に転じた。密州・湖州・曹州の刺史を歴任した。
大和元年（827年）、玄亮は入朝して太常寺少卿となった。大和4年（830年）、諫議大夫に任じられ、右散騎常侍に転じた。
大和5年（831年）、宰相の宋申錫が鄭注に誣告されると、玄亮は諫官14人を率いて延英殿を訪れ諫言したが、文宗ははじめ聞き入れようとせず、宋申錫を処刑しようとした。玄亮が泣いて上奏すると、文宗も宋申錫の一死を赦した。
大和7年（833年）、玄亮は病のため外任を求めた。そこで検校左散騎常侍・虢州刺史に任じられた。この年の7月、虢州で死去した。享年は66。礼部尚書の位を追贈された。

## 伝記資料
- 『旧唐書』巻165 列伝第115
- 『新唐書』巻164 列伝第89